# جايسون مانينو
جايسون مانينو (بالإنجليزية: Jason Mannino)‏ هو لاعب كرة الراح ‏ أمريكي، ولد في 28 يناير 1975.